# Kropiewnica-Gajki
Kropiewnica-Gajki – wieś w Polsce położona w województwie podlaskim, w powiecie wysokomazowieckim, w gminie Kobylin-Borzymy.
| SIMC    | Nazwa                 | Rodzaj    |
| ------- | --------------------- | --------- |
| 0399054 | Kropiewnica-Kiernozki | część wsi |

W latach 1975–1998 miejscowość administracyjnie należała do województwa łomżyńskiego.
Wierni kościoła rzymskokatolickiego należą do parafii św. Stanisława Biskupa i Męczennika w Kobylinie-Borzymach.

## Historia
Pierwotnie Kropidlnica. Według Zygmunta Glogera miejscowość wzmiankowana w dokumentach w roku 1436.
W I Rzeczypospolitej Kropiwnica należała do ziemi bielskiej.
Słownik geograficzny Królestwa Polskiego pod koniec XIX w. wymienia: Kropiwnicę-Gajki, Kiernozki i Racibory jako wsie szlacheckie w powiecie mazowieckim, gmina Kowalewszczyzna, parafia Kobylin.
W roku 1827 Kropiwnica-Gajki liczyła 25 domów i 125 mieszkańców.
W 1921 r. było tu 32 budynki z przeznaczeniem mieszkalnym oraz 172 mieszkańców (87 mężczyzn i 85 kobiet). Wszyscy podali narodowość polską i wyznanie rzymskokatolickie.